# Jicchak Gruenbaum
Jicchak Gruenbaum (hebrejsky: יצחק גרינבוים, v jidiš Grinbojm, 24. listopadu 1879, Varšava – 7. září 1970, Gan Shmuel, Izrael) byl izraelský a polský politik, vůdce polského sionistického hnutí v meziválečném období, vůdce jišuvu v mandátní Palestině a první izraelský ministr vnitra v prozatímní vládě.

## Mládí a novinářská kariéra
Narodil se v polské Varšavě a jako student práv se začal angažovat v sionistickém hnutí a žurnalistice. Působil jako redaktor několika časopisů široce rozšířených mezi polským židovstvem, včetně hebrejsky psaných periodik ha-Cfira (Siréna) a ha-Olam (Svět). Vedl taktéž deník v jazyce jidiš s názvem Hajnt.

## Politická kariéra vPolsku
V rámci polské politické scény se Gruenbaum angažoval v radikální sionistické straně Al ha-mišmar. Před volbami do polského Sejmu (parlamentu) v roce 1919 společně a Apolinary Hartglasem zorganizoval „židovský blok“, který sjednotil většinu židovských politických stran. Za tento blok pak byli oba dva zvoleni polskými poslanci. Gruenbaum se stal hnací silou pro vytvoření parlamentní spolupráce s ostatními menšinovými stranami zastoupenými v Sejmu, včetně Němců, Ukrajinců a dalších. Společně vytvořili alianci Blok národních minorit, který společně kandidoval v roce 1922. Cílem této aliance bylo zajistit ochranu práv polských menšin. Jeho snahy přinesly zvýšení zastoupení Židů v Sejmu, to sebou však neslo růst antisemitismu. Gruenbaum byl znám pro svůj odvážný a militantní postoj proti antisemitismu, stejně kritický však byl i vůči židovské ultraortodoxní straně Agudat Jisra'el a židovské lobby.

## Mandátní Palestina a holocaust

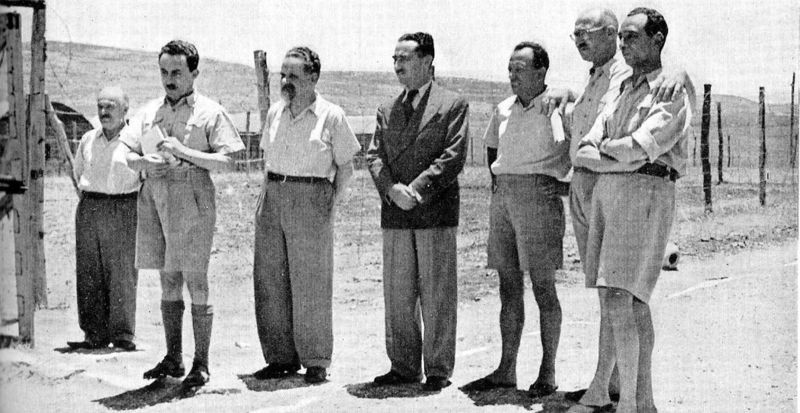
Sionističtí vůdci v Latrunu po zatčení. Zleva doprava: David Remez, Moše Šaret, Jicchak Gruenbaum, Dov Josef, Mr. Šenkarsky, David Hakohen, Mr. Halperin.

V roce 1933 Gruenbaum podnikl aliju do mandátní Palestiny. Stal se členem představenstva Židovské agentury a Světové sionistické organizace. Během holocaustu působil ve „výboru čtyř“, který byl po vypuknutí druhé světové války vybrán aby udržoval kontakt s polským židovstvem a pomáhal s jeho záchranou. Když se v roce 1942 do jišuvu donesla informace o masovém vyhlazování Židů ve východní Evropě, byl Gruenbaum zvolen předsedou dvanáctičlenného záchranného výboru, složeného ze zástupců různých stran. Vzhledem k okolnostem tehdejší doby však záchranné akce moc úspěšné nebyly.
Na konci války zažil osobní krizi, v níž sehrál hlavní roli jeho syn Eliezer Gruenbaum. Ten byl jako přeživší holocaust v Paříži dalšíma dvěma Židy přeživšími holocaust obviněn, že v koncentračním táboře sloužil jako kápo, a že se choval krutě k ostatním židovským vězňům. Během synova zatčení a procesu Gruenbaum zůstal na jeho straně. Případ byl nakonec uzavřen a nedlouho poté Eliezer Gruenbaum padl během izraelské války za nezávislost.
V roce 1946 byl Gruenbaum jedním z ředitelů Židovské agentury, který byl během Černého šabatu zatčen Brity a internován v vězeňském táboře v Latrunu.

## V Izraeli
Gruenbaum byl jedním ze třinácti sionistických politiků, kteří před vznikem Izraele vytvořili prozatímní vládu a jakožto člen Moecet ha-Am se stal signatářem izraelské deklarace nezávislosti. V letech 1948 až 1949 byl členem prozatímní státní rady a zároveň byl prvním izraelským ministrem vnitra. Svými postoji měl blízko k Všeobecným sionistům, postupem času se však dostal více na levicovou část izraelského politického spektra. Stal se stoupencem socialisticko-sionistické strany Mapam, byl však znám jako zapřisáhlý sekularista. V prvních parlamentních volbách v roce 1949 kandidoval na kandidátce nezávislých osobností, ta však nezískala dostatečný počet hlasů, aby se dostal do Knesetu.
V roce 1952 se zúčastnil prezidentských voleb po smrti prvního izraelského prezidenta Chajima Weizmanna. Soupeři mu byli Jicchak Ben Cvi za Mapaj, Perec Bernstein za Všeobecné sionisty a Mordechaj Nurok za stranu Mizrachi. Ve volbách však nebyl úspěšný, neboť byl zvolen Jicchak Ben Cvi.

## Odchod zpolitiky
Po odchodu z politiky editoval Encyklopedii diasporních komunit a řadu jiných svazků, včetně Sionistického hnutí a jeho vývoje. Poslední roky svého života strávil v kibucu Gan Šmu'el, kde v roce 1970 zemřel. Na jeho počest nese jeho jméno vzdělávací instituce Alonej Jicchak.